# Лапчастоніг африканський
Лапчастоніг африканський (Podica senegalensis) — вид журавлеподібних птахів родини лапчастоногових (Heliornithidae).

## Поширення
Вид мешкає на річках та озерах Західної, Центральної та Південної Африки.

## Опис
Птах завдовжки 35-59 см, з довгою шиєю, яскравим дзьобом і яскраво-червоними, перетинчастими ногами. Оперення залежить від підвиду, як правило, світле внизу і темніше зверху. Самці, як правило, темніші, ніж самиці.

## Спосіб життя
Живуть окремо або парами. Більшість часу проводять на воді. Харчуються різноманітними безхребетними, равликами, мальками риб та жабами. Сезон розмноження збігається з сезоном дощів. Гніздо будується на мілині. У гнізді 2 яйця. Пташенята залишають гніздо незабаром після вилуплення.